# Hoplismenus caucasicus
Hoplismenus caucasicus là một loài tò vò trong họ Ichneumonidae.